# كلية الحقوق (جامعة أسوان)
كلية الحقوق جامعة أسوان هي مؤسسة علمية أُنشئت عام 2014م بقرار من رئيس مجلس الوزراء رقم (650) لسنة 2014م.

## رؤية الكلية
أن تصبح الكلية مؤسسة علمية متميزة ورائدة في مجال التعليم القانوني والتدريب والبحوث والدراسات القانونية والقضائية، ومؤهلة لأعداد خريجين قادرين على المنافسة محليًا وأقليميًا ودوليًا.

## رسالة الكلية
أن تساهم الكلية في أعداد موارد بشرية مؤهلة فنيًا ومهاريًا للعمل في مختلف المجالات القانونية والمحاماة والتحكيم، والنهوض بأعباء الوظائف القضائية المختلفة كما تعمل على تطوير نظم الدراسة والبحث القانوني وفق أحدث النظم العالمية والمقارنة ورفع مستوى الليسانس والدراسات العليا، وتقديم الخدمات الأستشارية والخبرات القانونية والتدريب القانوني والقضائي على نحو يستجيب بحاجات البلاد في التنمية الأقتصادية والإجتماعية وغيرها.

## أقسام الكلية
- القانون المدني : يشمل تخصصات القانون المدني، الأحوال الشخصية لغير المسلمين، علاقات العمل والتأمينات الإجتماعية.
- القانون الجنائي: يشمل تخصصات قانون العقوبات والإجراءات الجنائية، وعلم الإجرام، وعلم العقاب.
- القانون التجاري: يشمل تخصصات القانون التجاري، القانون البحري، والجوي.
- القانون الدولي العام: ويشمل تخصصات القانون الدولي العام والمنظمات الدولية، والقانون الدولي لحقوق الإنسان.
- القانون الدولي الخاص: ويشمل التخصصات الجنسية ومركز الأجانب، وتنازع القوانين والإختصاص القضائي الدولي، التحكيم الدولي الخاص، العقود الدولية.
- الشريعة الإسلامية: وتشمل تخصصات المدخل للفقه الإسلامي، قانون الاسرة، المواريث والوصايا والوقف، وأصول الفقه.
- قانون المرافعات المدنية والتجارية: ويشمل تخصصات التنظيم القضائي والإختصاص، الخصومة القضائية، الأحكام القضائية، التنفيذ الجبري، والتحكيم, والوسائل البديلة لفض المنازعات المدنية والتجارية.
- القانون العام: ويشمل تخصصات القانون الدستوري والنظم السياسية، والقانون الإداري، والقضاء الإداري، والإدارة العامة.
- فلسفة القانون وتاريخه: ويشمل تخصصات تاريخ النظم القانونية والإجتماعية، فلسفة القانون.
- الاقتصاد والمالية العامة:ويشمل تخصصات الأقتصاد الكلي والجزئي، النقود والبنوك، العلاقات الدولية والتجارية، المالية العامة والتشريع الضريبي.